# Charango (album)
A Charango az angol Morcheeba együttes 2002-ben megjelent lemeze.

## Számok
1. "Slow Down"
2. "Otherwise"
3. "Aqualung"
4. "Sao Paulo"
5. "Charango" (featuring Pace Won)
6. "What New York Couples Fight About" (featuring Kurt Wagner)
7. "Undress Me Now"
8. "Way Beyond"
9. "Women Lose Weight" (featuring Slick Rick)
10. "Get Along" (featuring Pace Won)
11. "Public Displays of Affection"
12. "The Great London Traffic Warden Massacre"